# Cemmo
Cemmo, (Hèm in dialetto camuno) frazione di Capo di Ponte, è situato a destra del Fiume Oglio, ai piedi del Monte Concarena.
Fu uno dei primi centri abitati della Val Camonica, come dimostrano le numerose incisioni rupestri presenti sul territorio; attualmente è popolato da circa 600 abitanti. È sede della Pieve di San Siro, parrocchiale fino al secolo XVI.
La chiesa Parrocchiale, dedicata a Santo Stefano e posta nel centro dell'abitato, risale al secolo XVI.
Buona parte del nucleo centrale di Cemmo è occupato dal convento e dagli spazi scolastici delle Suore Dorotee da Cemmo, che qui hanno la loro Casa-Madre. L'originario nucleo monastico ebbe origine nel XVII secolo e nei tempi successivi si è ingrandito fino a inglobare quasi completamente la parte alta del Paese.

## Geografia fisica
Il paese sorge sul versante occidentale del fiume Oglio, in posizione dominante rispetto al capoluogo.
È attraversato a sud dal torrente Clegna.

## Storia

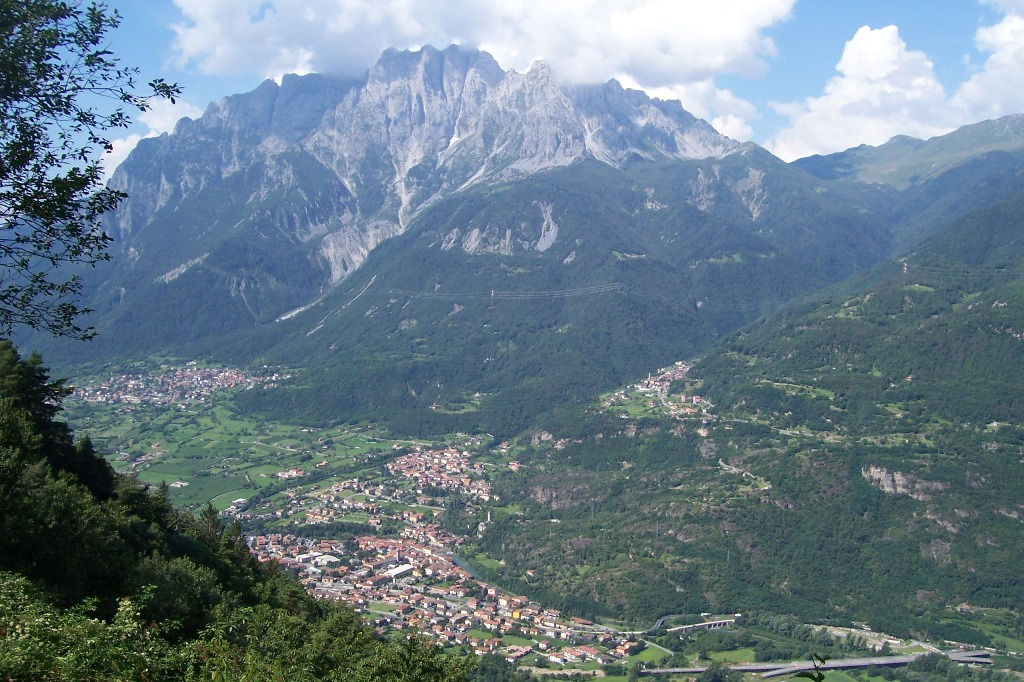
Cemmo visto da Paspardo

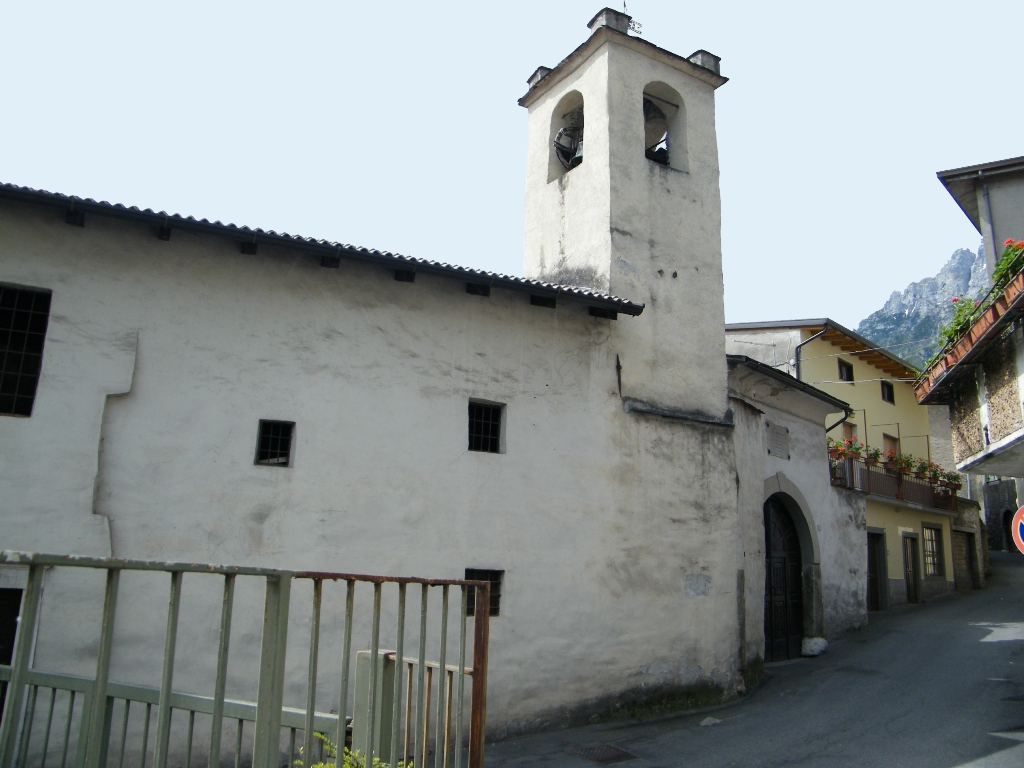
Chiesa di San Bartolomeo degli Umiliati

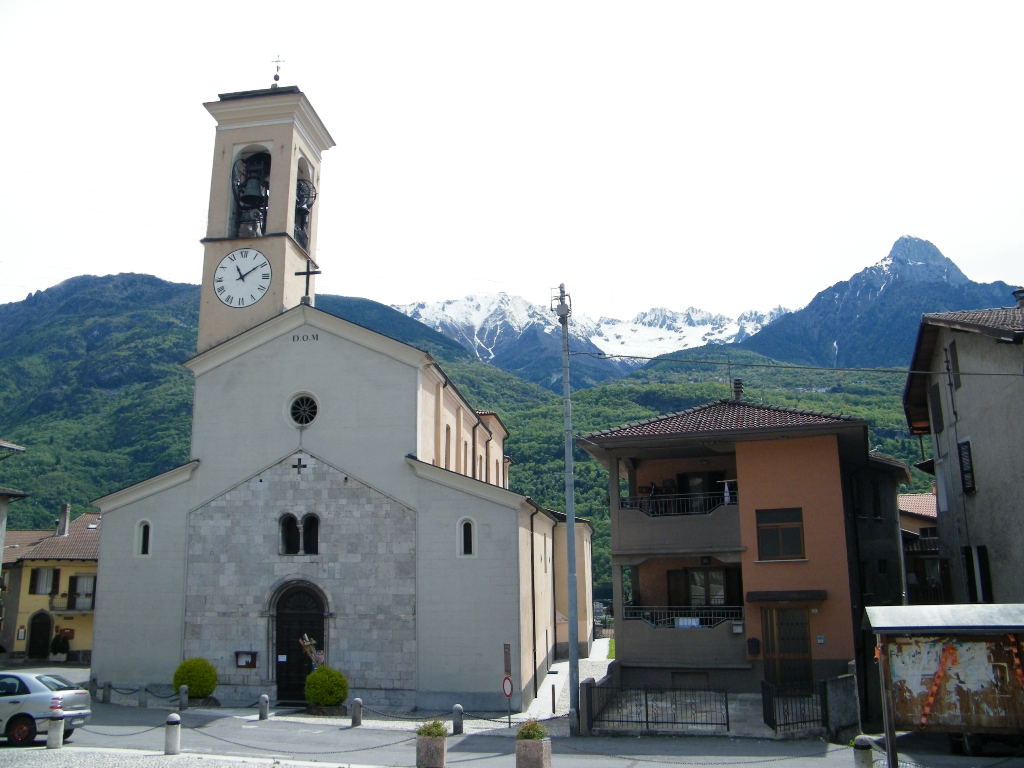
Chiesa parrocchiale di Santo Stefano

Il 6 marzo 1206 la famiglia Avogadro riceve dal vescovo di Brescia Giovanni da Palazzo l'investitura della corte di Cemmo, Mù, Pisogne e Gratacasolo.
Sabato 4 aprile 1299 Cazoino da Capriolo, camerario del vescovo di Brescia Berardo Maggi, si trasferisce da Edolo a Cemmo per continuare la stesura dei beni vescovili in Val Camonica. I consoli ed i vicini di Cemmo e di Pescarzo giurano secondo la formula consueta fedeltà al vescovo, e pagano la decima dovuta. A breve saranno chiamati a far lo stesso atto le comunità di Cerveno, Cimbergo, Paspardo, Paisco Loveno, Nadro, Saviore, Berzo Demo, Grevo e Sellero. Il castello di Cemmo era affidato alla custodia degli uomini di Pescarzo e Sellero. Sono enumerati 40 manenti.
Il 14 ottobre 1336 il vescovo di Brescia Jacopo de Atti investe iure feudi dei diritti di decima nei territori di Incudine, Cortenedolo, Mù, Cemmo, Zero, Viviano e Capo di Ponte a Maffeo e Giroldo Botelli di Nadro.
Alla pace di Breno del 31 dicembre 1397 i rappresentanti della comunità di Cemmo, Tonerio Bonfadini e il notaio Giorgio Orsatti, si schierarono sulla sponda ghibellina.
Il 17 settembre 1423 il vescovo di Brescia Francesco Marerio investe iure feudi dei diritti di decima nei territori di Monno, Cevo, Andrista, Grumello, Saviore, Cemmo, Ono, Sonico, Astrio, Malegno, Cortenedolo, Vione, Incudine e Berzo Demo a Bertolino della Torre di Cemmo.
Cemmo nel XIV secolo era chiuso dalle porte Nosedema, Azema e Nosmola sul Clegna.
Qui di seguito viene riportato il testo della donazione dogale:
(Donazione della contea di Cemmo-Cimbergo a Bartolomeo da Cemmo, 28 maggio 1430)

### Feudatari locali
Famiglie che hanno ottenuto l'infeudazione vescovile dell'abitato:
| Famiglia    | Stemma           | Periodo |
| Avogadro    | Blasone Avogadro | 1206 -  |
| Botelli     |                  | 1336 -  |
| Della Torre |                  | 1423 -  |

## Il centro storico
Il centro storico di Cemmo presenta numerosi edifici antichi addossati l'uno all'altro con numerosi portali, tetti a spioventi e cortili. Il paese disponeva anticamente di quattro porte difensive, dette di Nosderma, di Azemo, di Noredo e di Ponte Clegna. Queste danno il nome alla manifestazione annuale "4 Porte 4 Piazze" insieme alle piazze principali del borgo, che sono:
- Piazza Morciuolo, che presenta un'antica fontana coperta tradizionale con lavatoio;
- Piazza Pietro da Cemmo, sede della chiesa parrocchiale dedicata a Santo Stefano;
- piazzetta di via San Faustino, antistante la chiesa di Santa Maria;
- Spiazzo della Berlina, così chiamato perché vi si svolgevano un tempo i processi pubblici; vi aveva sede l'antico municipio di Cemmo.

Gran parte della zona alta del paese è occupata dall'istituto scolastico delle suore Dorotee e dall'adiacente convento dedicato all'Annunciata Cocchetti.
Appena oltre si trova la contrada "Furen", un gruppo di antiche case poste nelle vicinanze dei resti di un antico forno fusorio, vive testimonianze dell'architettura rurale tradizionale camuna.
Sulla sponda opposta del torrente Clegna si estende una verde zona di campagna, chiamata "Inimara", ricca di sentieri e stradine con "broli" (piccoli orti recintati).

## Monumenti e luoghi d'interesse

### Architetture religiose
Le chiese di Cemmo sono:
- Parrocchiale di Santo Stefano, di originaria struttura romanico-lombarda, rimaneggiata a partire dalla visita di San Carlo nel XVI secolo.
- Chiesa di Santa Maria ad Elisabetta, posta su un dirupo sul torrente Clegna, è del XII-XIII secolo. Vi sono tele attribuite al Bate e numerosi ex voto.
- Chiesa di San Bartolomeo degli Umiliati, del secolo XIII, riportata in un documento del 1344. Venne alienata con la soppressione dell'ordine nel 1570.
- Pieve di San Siro, di età romanica, a strapiombo sul fiume Oglio.

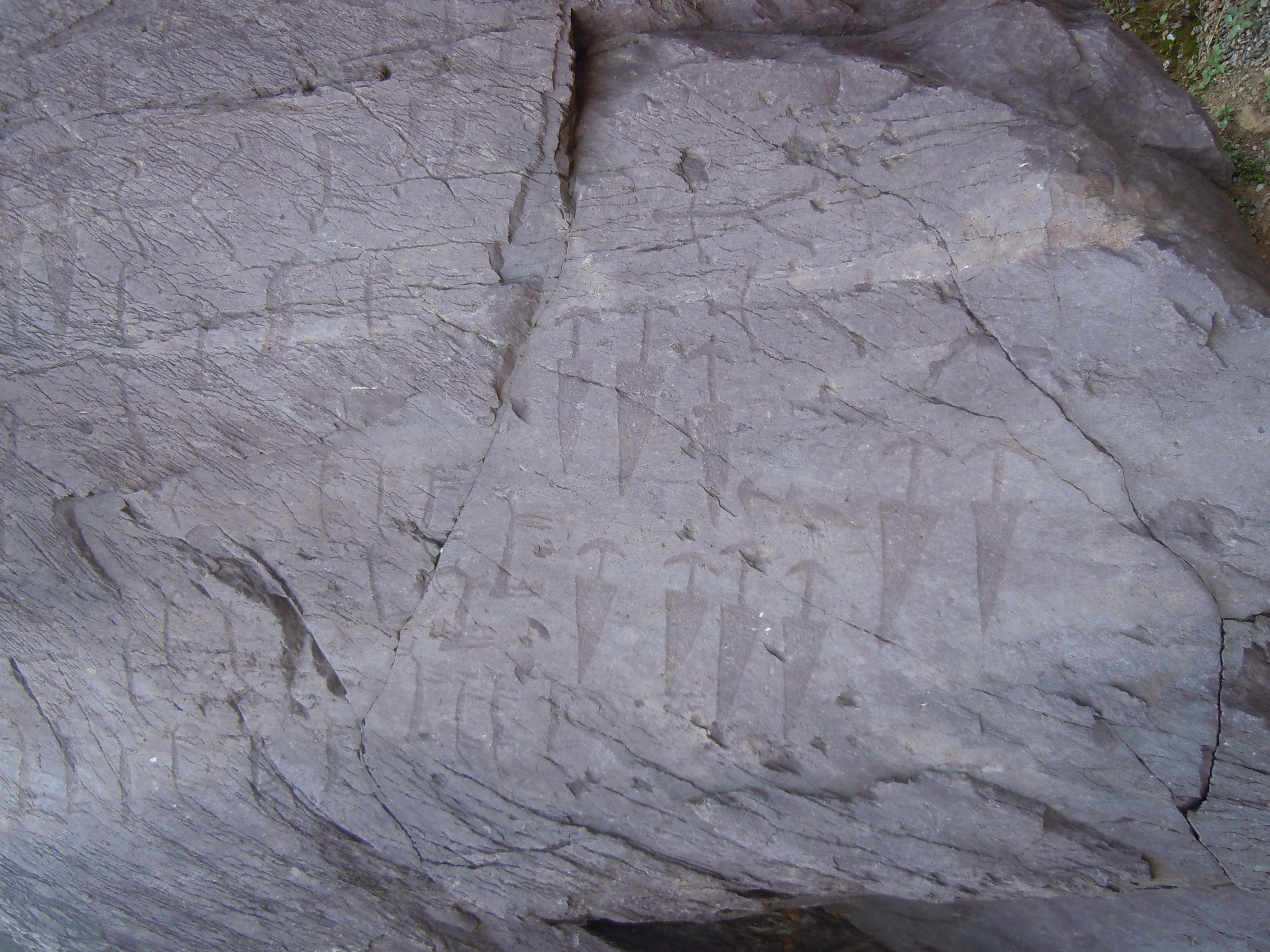
Masso Cemmo 2. iscrizioni

Vi è inoltre una chiesetta interna al convento delle Suore Dorotee.

### Siti UNESCO
- Parco archeologico comunale di Seradina-Bedolina
- Parco archeologico nazionale dei Massi di Cemmo

## Società

### Antichi Originari
Gli Antichi Originari erano, al tempo delle vicinie, i capifuoco delle famiglie native del paese: essi erano gli unici che avevano il potere di deliberare nei consigli, mentre i nobili, gli ecclesiastici e gli stranieri (anche se residenti da diverse generazioni nel paese) ne erano esclusi. I cognomi degli Originari di Cemmo erano:
- Arimanni
- Cattane
- Bottanelli
- Visnenza
- Murachelli
- Lascioli
- Agostani
- Bona

### Tradizioni e folclore
Gli scütüm sono nei dialetti camuni dei soprannomi o nomiglioli, a volte personali, altre indicanti tratti caratteristici di una comunità. Quello che contraddistingue gli abitanti di Cemmo è Túrte (torte).